# Ермак, Дмитрий Владимирович
Дмитрий Владимирович Ермак (родился. 11 июля 1983, Комаричи, Брянская область) — российский актёр театра и кино, певец, лауреат российской национальной театральной премии «Золотая Маска» за главную роль в мюзикле «Призрак оперы», номинант «Музыкальное сердце театра» за главную роль в мюзикле «Капитанская дочка», номинант XVIII ежегодной международной театральной премии зрительских симпатий «Звезда Театрала — 2025» в номинации «Лучшая мужская роль. Музыкальный спектакль» за роль Жана-Батиста Гренуя в мюзикле «Парфюмер».

## Биография
Родился 11 июля 1983 года в посёлке Комаричи Брянской области. Вырос в учительской семье, в которой помимо Дмитрия воспитывались ещё двое детей — старший брат Роман и младшая сестра Елена (Елена Симонова, ныне ведущая актриса Орловского Государственного театра для детей и молодёжи «Свободное Пространство»). В 2000 году с серебряной медалью закончил Комаричскую школу-гимназию и поступил в Орловский институт искусств и культуры (факультет художественного творчества, кафедра режиссуры и мастерства актёра, актёрский курс заслуженного деятеля искусств РФ А. А. Михайлова и заслуженного артиста РФ А. А. Поляка). Будучи студентом третьего курса, был принят в труппу Орловского государственного театра для детей и молодёжи «Свободное пространство».
В 2004 году Дмитрий Ермак получил первую премию на Международном конкурсе эстрадных исполнителей «Славянская звезда». В 2007 стал лауреатом Международного конкурса актёрской песни имени Андрея Миронова. Дмитрий стал обладателем именной премии губернатора Орловской области Егора Строева.
В 2004—2008 годах работал ведущим информационно-развлекательных программ Орловской государственной телерадиокомпании. В 2009 году принял участие в реалити-шоу канала СТС «Русские теноры» и в первом телевизионном кастинге среди профессиональных актёров «Найди Чудовище» (ТВЦ). Заняв в нём второе место, получил сразу два предложения: сыграть роль Люмьера в мюзикле «Красавица и Чудовище» и Фернана в «Монте-Кристо». По результатам кастинга летом 2010 года получает главную роль в мюзикле Stage Entertainment «Зорро».
В том же 2010 году состоялся дебют в кино: Ермак сыграл главную роль в 16-серийном телевизионном фильме «Шахта», а также роль Пети Матюшина в сериале «Глухарь. Возвращение». В сентябре 2011 на Первом канале стартовало юмористическое скетч-шоу «Нонна, давай!», где Ермак стал одним из партнёров Нонны Гришаевой. Позже были главные роли в телесериалах «Пыльная работа», «Проснёмся вместе», «Предчувствие», «Сашка жив», «Молодожёны», «Человек ниоткуда» и других.
6 октября 2012 на сцене театра «Россия» (кинотеатр «Пушкинский») состоялась премьера диснеевского мюзикл «Русалочка», в котором Ермак исполнил роль Краба Себастьяна, став первым не афроамериканским исполнителем этой роли. По итогам сезона 2012—2013 за исполнение этой роли был номинирован на высшую театральную премию «Золотая маска 2004». В том же году Дмитрий озвучил роль Д'Артаньяна в ледовом шоу «Три мушкетёра» компании «Стейдж Энтертейнмент».
В ноябре 2013 года телеканал СТС выпустил мультсериал «Алиса знает, что делать!», где Ермак озвучил принца Такле и Хикле. 18 апреля 2014 года Дмитрий сыграл роль Призрака в мюзикле «Призрак оперы» на исторической сцене Большого театра в рамках открытия XX юбилейной церемонии вручения театральной премии «Золотая маска». Это выступление стало презентацией российской постановки мюзикла «Призрак Оперы», премьера которой состоялась 4 октября на сцене театра МДМ. 16 апреля 2016 года за исполнение этой роли был удостоен премии «Золотая маска». Участвовал в записи аудио-диска российского каста мюзикла «Призрак Оперы», где исполнил две заглавные арии; альбом совместно подготовила российская театральная компания «Стейдж Энтертейнмент» и компания Эндрю Ллойда Уэббера Really Useful Group.

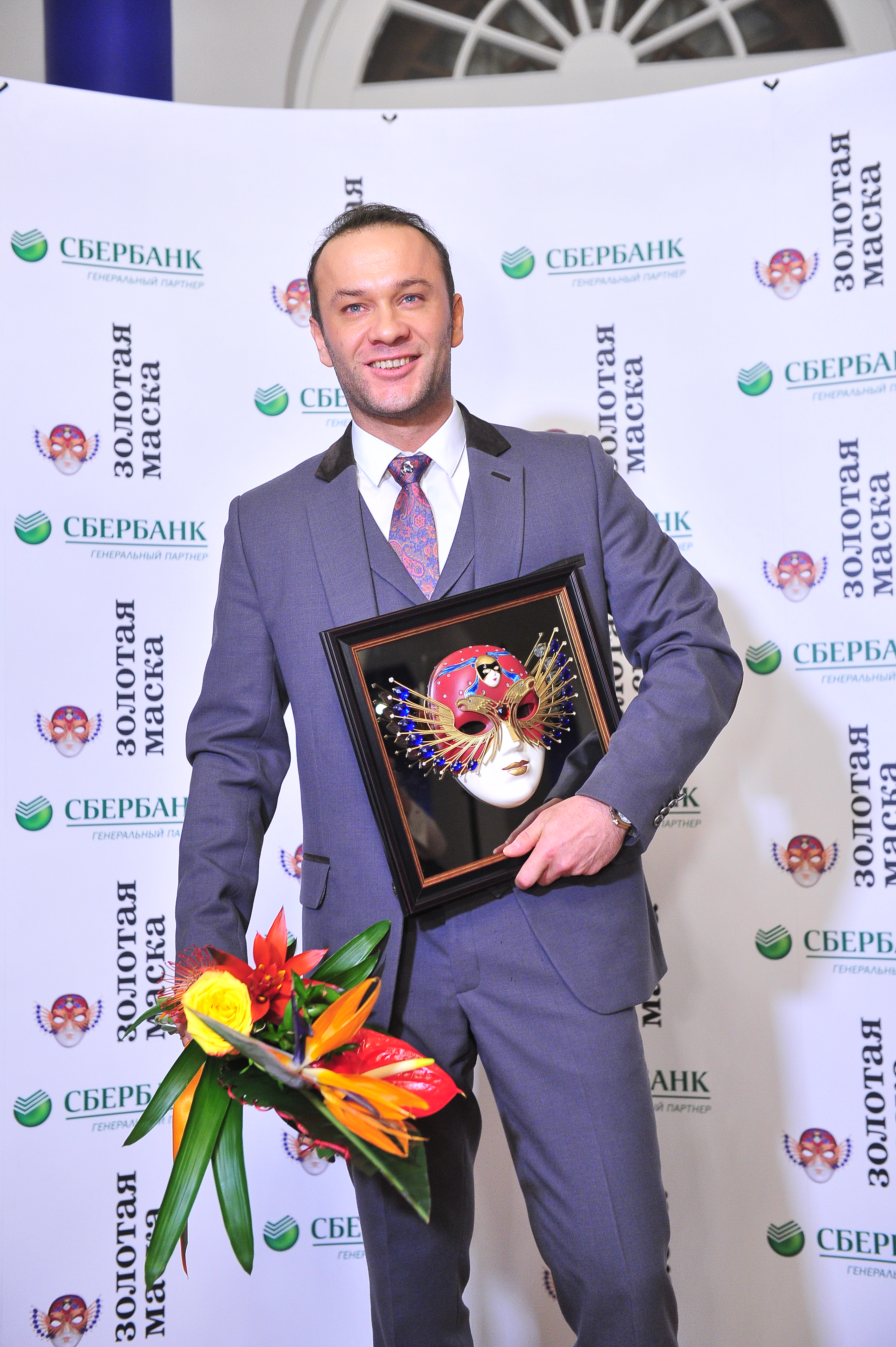
16 апреля 2016 года

В 2015 году сыграл главную роль в многосерийном фильме «Пенсильвания», в 2016 году снялся в продолжении телесериала «Адвокат».
8 октября 2016 года дебютировал в роли Алексея Вронского в мюзикле «Анна Каренина» на сцене Московского театра оперетты. В этом же году на Первом канале выходит кинолента «Алмазы Сталина», где Ермак сыграл капитана государственной безопасности Бориса Малинина.
В 2017 году озвучил роль Гастона в экранизации диснеевского мюзикла «Красавица и Чудовище».
5 октября 2018 года состоялась премьера мюзикла «Монте-Кристо», в котором Ермак исполняет роли Эдмона Дантеса и Фернана Мондего.
18 июня 2019 года на сцене Московского театра оперетты состоялась премьера мюзикла «Ромео VS Джульетта XX лет спустя», с Дмитрием в главной роли. В этом же году Дмитрий Ермак и Наталия Быстрова выпустили свой первый сингл «Ты» и новогодний трек «Лучший мой подарок» (слова и музыка Георгия Юханова).
Дмитрий увековечен в энциклопедии выдающихся деятелей театра XXI века (год издания: 2020). Энциклопедия создается по инициативе Союза театральных деятелей Российской Федерации при поддержке Минкультуры России, Роспечати и Российского Фонда культуры.
В декабре 2020 года Дмитрий открыл творческую школу мюзикла «Ovation».
В 2022 году Дмитрий дебютировал на сцене Санкт-Петербургского театра музыкально комедии в первом русско-американском мюзикле «Пётр I» в роли главного антагониста Петра - монаха Досифея, а также в концерте-спектакле «Хиты Бродвея» с музыкальными номерами из мюзиклов «Призрак оперы», «Чикаго» и «Зорро».
Годом позднее у артиста состоялась премьера в музыкально-драматическом спектакле «Бесприданница» в роли Сергея Сергеевича Паратова в театре РОСТА в Царицыно под руководством Нонны Гришаевой. 
Также Дмитрий становится солистом больших концертов оркестра «Русская филармония» и выступает с программами «Хиты мировых мюзиклов», «Только мужчины», «Джентльмены про любовь» в Доме Музыки и Кремле.
В 2024 году Дмитрий воплотил заглавную роль Жана-Батиста Гренуя в мюзикле «Парфюмер» современного театра мюзикла, являясь также соавтором и идейным вдохновителем проекта. В этом же году в Санкт-Петербурге состоялась премьера мюзикла Андрея Петрова «Капитанская дочка», в котором Ермак сыграл роль бунтаря Емельяна Пугачёва. Паралельно Дмитрий снялся в нескольких короткометражный фильмах: «Сила огня», «Однажды в Китае» и «Счастливый билетик», которые неоднократно были отмечены наградами на российских и международных кинофестивалях.
В 2025 году артист получает роль герцога Веронского в культовом мюзикле Жерара  Пресгюрвика «Ромео и Джульетта» в театре музыкальной комедии в Санкт-Петербурге. Номинант премии Правительства Санкт-Петербурга в области культуры и искусства в 2024 году за создание спектакля «Капитанская дочка» в коллективе.

## Личная жизнь
- Жена ― актриса мюзиклов Наталия Быстрова с 4 августа 2013 года[21][22][23][24][25]
- Сын ― Елисей Ермак (род. 7 октября 2014)[26][27][28][29][30]

## Участие в мюзиклах

### Stage Entertainment
Театр Россия
- Мюзикл «Русалочка» — Себастьян[8] (2012—2014)

Театр МДМ
- Мюзикл «Красавица и Чудовище» — Люмьер[6] (2009—2010)
- Мюзикл «Зорро» — Диего де Ла Вега[7] (2010—2011)
- Мюзикл «Призрак Оперы» — Призрак Оперы[31] (2014—2016)

### Театр мюзикла
- Мюзикл «Времена не выбирают» — Василий[32]

### Московский театр оперетты
- Мюзикл «Монте Кристо» — Фернан[33] (2009—2010), Фернан, Эдмон Дантес (с 2018 года)[34]
- Мюзикл «Анна Каренина» — Алексей Вронский[14] (с 2016 года)
- Мюзикл «Ромео VS Джульетта XX лет спустя» — Ромео (с 2019 года)[35][36]>[37][38]

### Санкт-Петербургская театральная корпорация «Кот Вильям»
- Музыкально-драматический спектакль «Хищники» — Сергей Зиновьев (с 2019 года)[39][40]

### Санкт-Петербургский театр музыкальной комедии
- Концерт-спектакль «Хиты Бродвея и не только…» — Призрак, Билли Флинн, Диего (с 2022)
- Мюзикл «Пётр I» — Досифей (с 2022)[41][42][43][44][45]
- Мюзикл «Капитанская дочка» — Емельян Пугачев (с 2024)[46][47]
- Мюзикл «Ромео и Джульетта» — Герцог Веронский (с 2025)

### Московский областной государственный театр юного зрителя
- Музыкальный спектакль «Бесприданница» — Сергей Сергеевич Паратов (с 2023)

### Современный театр мюзикла
Мюзикл «Парфюмер» — Жан-Батист Гренуй (с 2024 года)

## Роли в кино
- «Смерть в объективе», 2021, Евгений Вайс
- «Шоу про любовь», 2020, Антон
- «Отчаянные», 2019, «Барс»
- «Знакомство», 2017, Лёха Ковальчук
- «Адвокат. Продолжение», 2016, Егор Володин
- «Алмазы Сталина», 2016, капитан НКВД Борис Малинин
- «Пенсильвания», 2015, Глеб Сергеев, оперуполномоченный полиции
- «Путёвка в жизнь», 2013, Ряхин
- «Этаж», 2013, бизнес-тренер
- «Предчувствие», 2012, Антон
- «Человек ниоткуда», 2012, Юрий Лунин
- «Проснёмся вместе?», 2012, Миша Фадеев
- «Молодожёны», 2011, Макс, друг Лёши.
- «Пыльная работа», 2011, лейтенант милиции Юрий Яровой.
- «Сашка жив», 2011, Рыжий
- Сериал «Шахта», 2010, Сергей Журавлёв
- Сериал «Глухарь. Возвращение», Заочница, 2-я серия, 2010, опер Петя Матюшин

## Озвучивание
- 2012 ледовое шоу «Три мушкетера» компании «Стейдж Энтертейнмент» — Д'Артаньян
- 2014 «Алиса знает, что делать!» — принц Такле, Хикле
- 2017 «Красавица и Чудовище» — Гастон
- 2020 «Мистер Джангл и рождественское путешествие» — Дон Хуан Диего

## Телевизионные проекты
- Скетч-шоу «Нонна, давай!», Первый канал, 2011
- С 2013 года постоянный участник программы «Романтика романса» на канале Культура.
- Участник программы «Приют комедиантов» на телеканале «ТВЦ»

## Музыкальные проекты
- 2013 Вместе с Наталией Быстровой снялся в видеоклипе к песне «Тайна» группы «23:45»
- 2019 Дмитрий Ермак и Наталия Быстрова выпустили свой первый сингл «Ты» и новогодний трек «Лучший мой подарок» (слова и музыка Георгия Юханова).
- 2021 Принял участие в проекте «Мультпати» творческой команды «Караоке Камикадзе»

## Театр «Свободное пространство»
В театре «Свободное пространство» сыграл в следующих постановках:
- Э.-Л.Уэббер, Т. Райс «ИИСУС», 2011 (с 2003 года), постановка и сценография — засл. артиста Украины Олега Николаева — Иуда
- Ф.Лоу, А.Лернер «МОЯ ПРЕКРАСНАЯ ЛЕДИ»,2009, реж. А.Каневский — Фредди
- П. Хакс «АДАМ И ЕВА», 2009, реж. А.Михайлов — Адам
- Б.Брехт «ТРЁХГРОШЕВАЯ ОПЕРА», 2008, реж. А.Михайлов, балетмейстер О.Николаев — человек от театра; Филч
- Б. Брехт «КУРАЖ», 2008, постановка Бориса Цейтлина — Эйлиф, старший сын
- Славомир Мрожек «ТАНГО», 2008, реж. Гжегож Мрувчински — Артур, молодой человек
- Славомир Мрожек «БОЙНЯ», 2008, реж. Гжегож Мрувчински — скрипач
- А. де Мюссе «ЛЮБОВЬЮ НЕ ШУТЯТ», 2006, реж. Геннадий Тростянецкий и Роман Ильин — Фердинанд
- И.Тургенев «ВЕШНИЕ ВОДЫ», 2003, реж. С. Лосев — Санин
- У. Шекспир «Много шума из нечего» — Стражник
- Л. Бернстайн «Вестсайдская история» — Индио
- В. Соллогуб «Беда от нежного сердца» — Александр
- Н. Островский «Мудрецы» — Глумов
- И. Кальман «Фиалка Монмартра» — Парижанин
- П. Гладилин «Мотылек» — Адъютант
- О. Уайльд «Рыбак и его душа» — Дьявол
- Н. Макиавелли «Мандрагора» — Каллимако
- К. Гоцци «Зеленая птичка» — Ренцо
- М. Ладо «Очень простая история» — Петух
- Т. Уильямс «Стеклянный зверинец» — Джим
- Э.-Э. Шмит «Оскар и Розовая Дама» — Копченый
- О. Николаев «Письма памяти» — Ромео
- Лопе де Вега «Раба своего возлюбленного» — Дон Хуан
- К. Гольдони «Феодал» — Арлекин
- Ж. Оффенбах «Янки в Париже» — Бобине

Спектакли для детей
- В. Новацкий, Р. Сеф «Емеля» — Царь
- Н. Ольшанский «Тук-Тук! Кто там?» — Желудь
- Дж. Родари «Джельсомино в стране лжецов» — Джельсомино
- Х. К. Андерсен «Стойкий оловянный солдатик» — Оловянный солдатик
- М. Войтышко «Как чуть не съели принцессу Булочку» — Паж Антон